# 戸柱恭孝
戸柱 恭孝（とばしら やすたか、1990年4月11日 - ）は、鹿児島県肝属郡内之浦町（現：肝付町）出身のプロ野球選手（捕手）。右投左打。横浜DeNAベイスターズ所属。

## 経歴

### プロ入り前
鹿屋中央高時代までは内野手で、主に三塁を守っていた。駒澤大学1年時から捕手へ転向したが、学生時代には全国大会と無縁であった。プロでもチームメイトとなる白崎浩之は大学の同期生、今永昇太は3学年後輩に当たる。リーグ通算45試合に出場、154打数35安打、打率.227、0本塁打、11打点を記録。
大学卒業後にNTT西日本へ入社。入社当初は正捕手・北﨑寛明の控えに甘んじていた。入社2年目の第85回都市対抗野球大会では、チームは予選で敗退したが、大阪ガスの補強選手として出場。大会中に正捕手として起用されると、大阪ガスの準々決勝進出に貢献した。同年秋に北﨑に代わって正捕手となり、第40回社会人野球日本選手権大会に出場。チームを準々決勝に導き、同年の社会人ベストナインを受賞した。3年目には、第86回都市対抗野球全国大会・第41回社会人野球日本選手権大会で、NTT西日本の準々決勝進出に貢献した。
2015年のNPBドラフト会議で、横浜DeNAベイスターズから4巡目で指名（横浜の大卒社会人捕手の指名は1988年の宮里太以来である）。契約金5000万円、年俸950万円（金額は推定）という条件で入団した。背番号は10。

### 横浜DeNA時代
2016年には、春季キャンプから一軍に帯同すると、公式戦の開幕も一軍で迎えた。3月25日に、広島東洋カープとの開幕戦（マツダスタジアム）で、「8番・捕手」としてスタメンに起用。26日の第2戦で黒田博樹から公式戦初安打、27日の第3戦で福井優也から公式戦初本塁打を打った。この本塁打は、チームの一軍公式戦におけるシーズン初本塁打であった。以降の試合では、「山口俊が先発する試合に限って髙城俊人とバッテリーを組ませる」という首脳陣の方針に沿って、週に2日のペースで休みながら先発出場を継続した。しかし捕飛球の処理において、3月29日の対巨人戦でバックネット前の邪飛を落球し、直後にソロ本塁打を被弾（投手は今永）。さらには4月9日の対ヤクルト戦で三塁線飛球を取り損ねた後に雄平から3点本塁打を被弾される（投手は井納翔一）などの課題も見せた。レギュラーシーズン全体では、一軍公式戦124試合に出場し、スタメンマスクは、チーム捕手陣最多の110試合だった（入団一年目から100試合捕手として出場したのは前身の球団を含めても球団初の快挙）。戸柱を事実上の正捕手に据えた結果、前年に68を記録したチームの暴投数（一軍公式戦のシーズン最多タイ記録）が、39にまで減少。セ・リーグの規定打席にはわずかに届かなかったものの、通算393打席で打率.226、本塁打2、捕逸8、失策10を記録し、チーム史上初のクライマックスシリーズ（CS）進出に貢献した。シーズン終了後の契約交渉では、推定年俸2000万円（前年から1050万円増）で契約を更改。契約更改の直後には、「野球人生で一番濃い1年だった」とコメントした。
2017年には、高城・嶺井博希と併用され、今永などが登板する試合でバッテリーを組んだ。打撃面では、レギュラーシーズンの前半戦から勝負強さを随所で発揮し、5月上旬からは、6番打者での先発出場も増えた。6月17日の対オリックス・バファローズ戦（横浜）では、プロ入り後初めての満塁本塁打を打ち、アレックス・ラミレスの監督通算100勝達成に貢献した。オールスターゲームにも、セ・リーグの監督推薦選手として出場。レギュラーシーズンの一軍公式戦では112試合に出場（2年連続100試合以上捕手として出場したのは球団として相川亮二以来）し、打率.214で、通算打席数(363)は規定打席に届かなかったが、9本塁打、52打点、得点圏打率.316を記録した。CSでは、阪神とのファーストステージ（全3試合）・広島とのファイナルステージ（全5試合）で、捕手として2試合ずつ出場し、両ステージを突破して進出した福岡ソフトバンクホークスとの日本シリーズでも3試合でマスクを被った。10月30日の日本シリーズ第2戦（福岡ヤフオク!ドーム）では、DeNAの1点リードで迎えた7回裏二死満塁から、中村晃が適時打を打った場面で走者の今宮健太と本塁でクロスプレイを演じた。一度はアウトの判定となったが、リプレー検証の結果「今宮の左手が戸柱のタッチをかいくぐり、早く本塁へ届いていた」とみなされ、判定が「セーフ」へ変更されたという一幕があり、物議を醸した。この変更により認められた今宮の得点が決勝点になり、チームは逆転負けを喫した。その後は通算成績2勝4敗でチームはシリーズ制覇を逸した。シリーズ終了後の契約交渉では、推定年俸3800万円（前年から1800万円増）という条件で契約を更改した。
2018年には、3年連続で開幕戦のスタメンマスクを任されたが、開幕から打率が1割前後に低迷するほど打撃が振るわず、嶺井や髙城の後塵を拝した。さらに、交換トレードでオリックスから伊藤光が移籍してきた7月中旬以降は、一軍公式戦への出場機会も失った。結局、一軍公式戦にはわずか25試合の出場で、打撃成績も前年を軒並み下回った（打率.179、1本塁打、6打点）。シーズン終了後の秋季キャンプでラミレスから野手のMVPに選ばれたものの、キャンプ終了後の契約交渉では、プロ入り後初めての減俸提示となる500万円減の推定年俸3300万円で契約を更改した。
2019年も開幕一軍入りを果たしたが、伊藤光と嶺井に次ぐ3番手捕手という扱いで、頻繁に一軍と二軍を行き来した。しかし、伊藤光が怪我で離脱した8月以降は出場機会が増加し、45試合に出場して打撃成績も前年より良化した。しかし、盗塁阻止率に関しては自己最低の.120に終わった。11月28日、100万円減の推定年俸3200万円で契約を更改した。
2020年は、チームの捕手最多となる96試合に出場し、打率.212、5本塁打、23打点を記録。守備面では、リーグ2位の盗塁阻止率.352を記録した。オフに、960万円増となる推定年俸4160万円で契約を更改した。
2021年の開幕スタメンは嶺井に譲りながらも、4月は多くに先発出場。5月2日の東京ヤクルトスワローズ戦でプロ入り初の2打席連続本塁打を放つも、打率は2割台を切る不調で、同月17日に登録を抹消された。6月に登録と抹消を繰り返したのち、9月に再昇格すると、左肩の手術から復帰した今永昇太とのバッテリーで一軍に定着した。この年、DeNAは捕手を固定できず、前年より出場機会を減らして56試合の出場だったが、この年もチームの捕手最多の出場試合数であった。オフに、420万減の推定年俸3740万円で契約を更改した。
2022年は、開幕からマスクを被りチームを引っ張る。しかし、甲子園遠征中だった4月7日、チーム内で新型コロナウイルスの感染が広まり、戸柱も陽性判定を受け4月7日に登録抹消。隔離期間を経て4月20日に一軍登録されたが、その期間、戸柱と入れ替わりで昇格してきた嶺井がそこからマスクを被る機会が増えていく。交流戦はほぼ嶺井に先発マスクを譲るが、6月25日の広島戦から濵口遥大とバッテリーを組むようになり、併用の機会を増やす。左の代打としても起用されることが多く、最終的には72試合に出場し、打率.264、本塁打4という成績で、安定した打撃成績を残した。12月1日には、260万円アップの推定年俸4000万円で契約を更改した。
2023年は、4月26日の東京ヤクルトスワローズ戦で、決勝の3点本塁打を放ち、チームの横浜スタジアム8連勝に貢献した。主に石田健大、今永昇太とバッテリーを組み、後半戦はこの年最優秀バッテリー賞を獲得した山本祐大の台頭もあり、代打や守備固めとしてチームを支えた。9月に特例2023の対象選手として8日間一軍から離れたが、ほぼ1年間一軍に帯同し続けた。7月29日に国内フリーエージェント権（FA権）を取得したが、11月14日に行使せず残留することを表明。12月11日は3500万円アップの推定年俸7500万円で合意し、球団と新たに4年契約を結んだことが明らかになった。
2024年の開幕一軍捕手は山本祐大、伊藤光、松尾汐恩の3名編成となり、プロ入り9年目で初めて開幕を二軍で迎えた。二軍では一塁にも挑戦しながら、打率.381と好調を維持し、4月14日、松尾に代わって一軍に昇格した。6月2日の北海道日本ハムファイターズ戦（エスコンフィールドHOKKAIDO）では途中出場で初めて一軍で一塁の守備に就いた。9月中旬に正捕手の山本が骨折で離脱してからはその穴を埋め、打撃面では5番や7番と得点に絡む打順で起用されて貴重な一打を放つなど、遜色のない活躍を見せた。この年のレギュラーシーズンではプロ入り後初めて本塁打を1本も打てずに計4打点だったものの、10月13日の阪神とのCSファーストステージ第2戦では、1試合でシーズンを上回る5打点を挙げ、19日の巨人とのファイナルステージでは山本に加えて伊藤が肉離れで戦線から離脱する中で全試合スタメンマスクを被り、第4戦で本塁打を打った。CSで出場した7試合全てで安打を記録した打撃や、投手陣を好投に導くリードなどといった、チームの7年ぶりの日本シリーズ進出への貢献が評価され、クライマックスシリーズMVPを獲得した。ソフトバンクとの日本シリーズでも全試合スタメンマスクを被り、第3戦目から日本シリーズ新記録の29イニング連続無失点を記録するなど好リードで投手陣を引っ張り、球団26年ぶりの日本一達成に大きく貢献した。

## 選手としての特徴

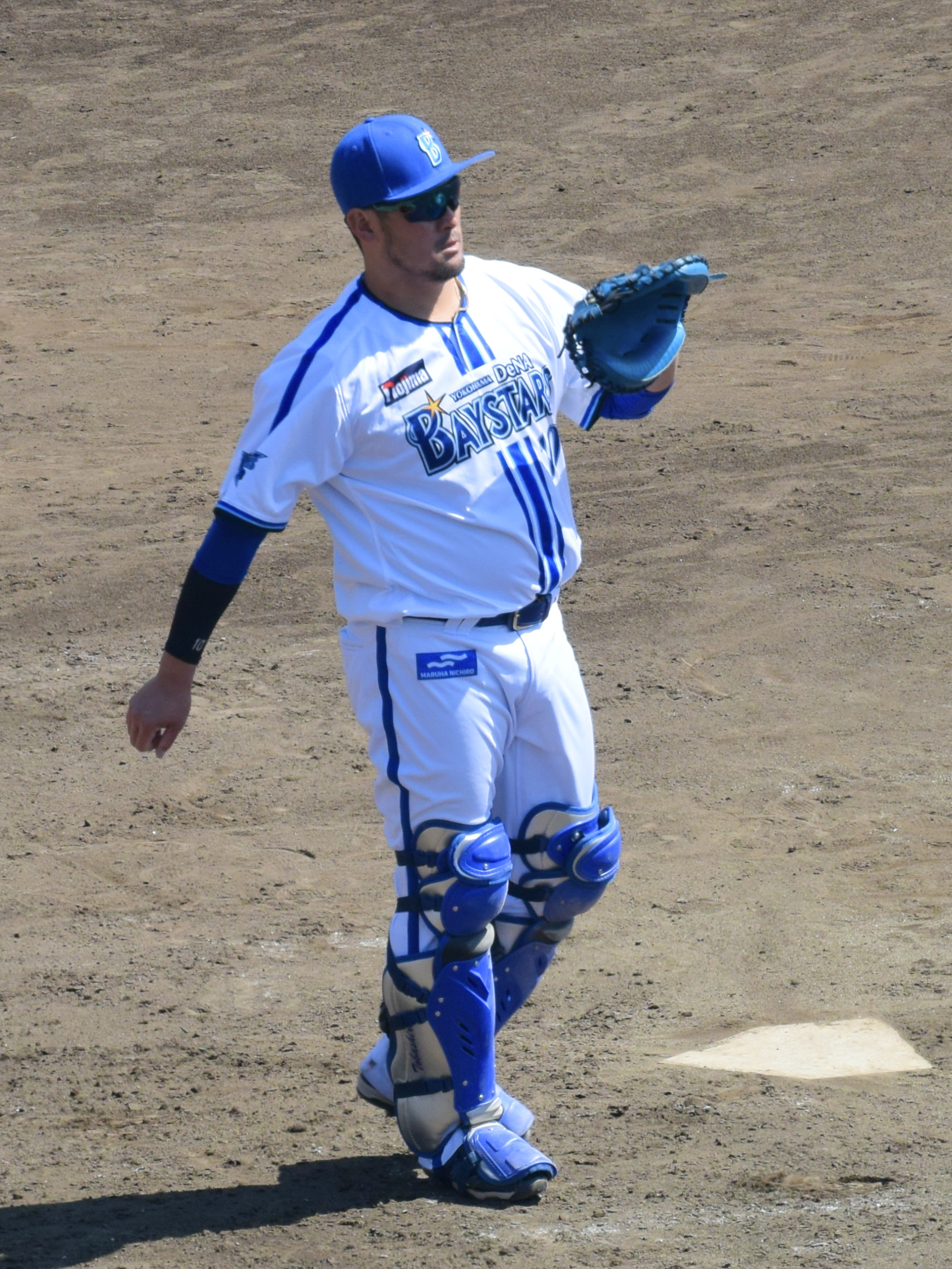
2024年3月22日（平塚球場）

キャッチング技術、リード技術、フレーミング技術に優れ、「投手が構えたところに投げてくれているから（自分も輝ける）」を信条としており、ミットを動かさないキャッチングに自信を持っている。「ベテランの風格」と評されるほどである一方で、盗塁阻止率の低さが課題として指摘されている。
高校までは内野手（主に三塁手）で、捕手のポジションに転向したのは大学1年からという遅い時期であり当初は抵抗もあったというが、「全ての経験があっていまがあると思っています。遠回りだとは思っていません」と述べている。また、社会人時代にあるスカウトから「投手への返球は横着して座ったままではなく、一球ごとに立ち上がって投げなさい。二塁へのスローイングがシュート回転しても、プロの二遊間ならタッチでカバーしてくれる」というアドバイスを受けて、その教えを大切にしている。
2024年からは出場機会を増やすために一塁守備にも挑戦しており、一軍・二軍公式戦で実際に一塁手としての出場を経験している。

## 人物
愛称は「ハマの金剛力士像」、「ハマのスッパマン」、「トバ」、「最後の大洋戦士」。
上述の愛称はいずれも独特のいかつい顔だちからきており、戸柱も2016年オフの契約更改の際に「僕、人相は悪いけど、優しいので…」という趣旨のコメントをしている。
「向上心」「素直さ」が人一倍強く、プロ入り後に課題の一つとして指摘されていた捕飛球の処理も「毎日のように居残りでフライ捕球の練習に取り組む」ことで改善されるようになったという。
DeNAの球団マスコットであるDB.スターマンと仲が良く、"戸柱恭孝選手とDB.スターマン『友情物語』"としてグッズ化もされた。
子供の頃からのポケモン好きを公言しており、毎週のようにポケモンセンターに通っているという。また、2023年6月30日～7月2日の『ポケモンボールパーク ヨコハマ』シリーズにおいては、ポケットモンスター スカーレット・バイオレットでの自身の手持ちポケモンと対戦するイベントが開催されることとなった。
2025年、3歳年下の弟、戸柱竜之介がファーム用具担当補佐兼バッティングピッチャーとして同じDeNAに入団した。

## 詳細情報

### 年度別打撃成績
| 年 度     | 球 団     | 試 合 | 打 席 | 打 数 | 得 点 | 安 打 | 二 塁 打 | 三 塁 打 | 本 塁 打 | 塁 打 | 打 点 | 盗 塁 | 盗 塁 死 | 犠 打 | 犠 飛 | 四 球 | 敬 遠 | 死 球 | 三 振 | 併 殺 打 | 打 率 | 出 塁 率 | 長 打 率 | O P S |
| --------- | --------- | ----- | ----- | ----- | ----- | ----- | -------- | -------- | -------- | ----- | ----- | ----- | -------- | ----- | ----- | ----- | ----- | ----- | ----- | -------- | ----- | -------- | -------- | ----- |
| 2016      | DeNA      | 124   | 393   | 367   | 25    | 83    | 8        | 0        | 2        | 97    | 23    | 0     | 0        | 4     | 1     | 20    | 4     | 1     | 63    | 10       | .226  | .267     | .264     | .532  |
| 2017      | DeNA      | 112   | 363   | 336   | 25    | 72    | 13       | 0        | 9        | 112   | 52    | 0     | 0        | 6     | 2     | 19    | 0     | 0     | 59    | 9        | .214  | .255     | .333     | .588  |
| 2018      | DeNA      | 25    | 59    | 56    | 5     | 10    | 2        | 0        | 1        | 15    | 6     | 0     | 0        | 1     | 0     | 2     | 0     | 0     | 9     | 3        | .179  | .207     | .268     | .475  |
| 2019      | DeNA      | 45    | 111   | 100   | 6     | 20    | 4        | 2        | 1        | 31    | 6     | 0     | 0        | 2     | 1     | 7     | 0     | 1     | 22    | 2        | .200  | .257     | .310     | .567  |
| 2020      | DeNA      | 96    | 276   | 259   | 21    | 55    | 8        | 1        | 5        | 80    | 23    | 0     | 2        | 5     | 1     | 11    | 0     | 0     | 53    | 8        | .212  | .244     | .309     | .552  |
| 2021      | DeNA      | 56    | 135   | 127   | 10    | 28    | 5        | 1        | 3        | 44    | 14    | 0     | 0        | 2     | 0     | 4     | 0     | 1     | 18    | 3        | .220  | .250     | .346     | .596  |
| 2022      | DeNA      | 72    | 151   | 144   | 12    | 38    | 5        | 0        | 4        | 55    | 16    | 0     | 0        | 1     | 2     | 3     | 0     | 1     | 26    | 2        | .264  | .280     | .382     | .662  |
| 2023      | DeNA      | 70    | 181   | 165   | 11    | 40    | 8        | 1        | 5        | 65    | 19    | 0     | 0        | 2     | 1     | 13    | 1     | 0     | 30    | 6        | .242  | .296     | .394     | .690  |
| 2024      | DeNA      | 46    | 97    | 90    | 4     | 22    | 4        | 0        | 0        | 26    | 4     | 0     | 0        | 1     | 0     | 5     | 0     | 1     | 15    | 5        | .244  | .292     | .289     | .581  |
| 通算：9年 | 通算：9年 | 646   | 1766  | 1644  | 119   | 368   | 57       | 5        | 30       | 525   | 163   | 0     | 2        | 24    | 8     | 84    | 5     | 5     | 295   | 48       | .224  | .262     | .319     | .582  |

- 2024年度シーズン終了時

### 年度別守備成績
| 年 度 | 球 団 | 捕手  | 捕手  | 捕手  | 捕手  | 捕手  | 捕手     | 捕手  | 捕手     | 捕手     | 捕手     | 捕手     |
| 年 度 | 球 団 | 試 合 | 刺 殺 | 補 殺 | 失 策 | 併 殺 | 守 備 率 | 捕 逸 | 企 図 数 | 許 盗 塁 | 盗 塁 刺 | 阻 止 率 |
| ----- | ----- | ----- | ----- | ----- | ----- | ----- | -------- | ----- | -------- | -------- | -------- | -------- |
| 2016  | DeNA  | 124   | 826   | 74    | 10    | 6     | .989     | 8     | 60       | 48       | 12       | .200     |
| 2017  | DeNA  | 110   | 721   | 63    | 2     | 13    | .997     | 5     | 51       | 33       | 18       | .353     |
| 2018  | DeNA  | 24    | 140   | 11    | 1     | 3     | .993     | 0     | 17       | 12       | 5        | .294     |
| 2019  | DeNA  | 42    | 239   | 27    | 1     | 4     | .996     | 2     | 25       | 22       | 3        | .120     |
| 2020  | DeNA  | 95    | 590   | 53    | 4     | 7     | .994     | 7     | 71       | 46       | 25       | .352     |
| 2021  | DeNA  | 54    | 301   | 23    | 0     | 3     | 1.000    | 4     | 29       | 23       | 6        | .207     |
| 2022  | DeNA  | 57    | 248   | 21    | 1     | 1     | .996     | 1     | 10       | 7        | 3        | .300     |
| 2023  | DeNA  | 57    | 369   | 48    | 1     | 5     | .998     | 3     | 31       | 25       | 6        | .194     |
| 2024  | DeNA  | 27    | 147   | 18    | 0     | 1     | 1.000    | 0     | 18       | 14       | 4        | .222     |
| 通算  | 通算  | 590   | 3581  | 338   | 20    | 43    | .995     | 30    | 312      | 230      | 82       | .263     |

- 2024年度シーズン終了時[注 1]
- 各年度の太字はリーグ最高

### 表彰
- クライマックスシリーズMVP：1回（2024年）
- ペアレンティングアワード スポーツ部門（2024年）[52]

### 記録
初記録
- 初出場・初先発出場：2016年3月25日、対広島東洋カープ1回戦（マツダスタジアム）、「8番・捕手」で先発出場
- 初打席：同上、2回表にクリス・ジョンソンから三塁ゴロ併殺打
- 初安打：2016年3月26日、対広島東洋カープ2回戦（マツダスタジアム）、5回表に黒田博樹から右前安打
- 初本塁打・初打点：2016年3月27日、対広島東洋カープ3回戦（マツダスタジアム）、5回表に福井優也から右越ソロ

その他の記録
- オールスターゲーム出場：2回（2016年、2017年）

### 背番号
- 10（2016年 - ）